# Tomi Leivo
Tomi Leivo (ur. 24 września 1989 w Lappeenrancie) – fiński hokeista. 

## Kariera
- SaiPa U16 (2004-2005)
- SaiPa U18 (2005-2007)
- SaiPa U20 (2007-2010)
- SaiPa (2008/2009)
- Jukurit (2009-2013)
- SaiPa (2011-2017)
- KooKoo (2017-2019)
- SaiPa (2019)
- Cracovia (2019-2020)

Wychowanek klubu Saimaan Pallo w rodzinnym mieście. W jego zespołach przeszedł kolejne progi wiekowe. Od sezonu 2008/2009 był zawodnikiem drużyny seniorskiej w rozgrywkach Liiga. W międzyczasie występował także w zespole Jukurit w lidze Mestis. W maju 2017 przeszedł do KooKoo. We wrześniu 2019 podpisał terminowy kontrakt z macierzystym SaiPa na okres jednego miesiąca. W listopadzie 2019 został zawodnikiem Cracovii.

## Sukcesy
Klubowe
- Srebrny medal Mestis: 2011 z Jukurit